# Elmar Krautkrämer
Elmar Krautkrämer (* 27. Mai 1927 in Reich, Hunsrück; † 1. Oktober 2016 in Braunschweig) war ein deutscher Historiker.

## Leben
Elmar Krautkrämer besuchte das Gymnasium in Halberstadt. Nach Militärdienst und Kriegsgefangenschaft absolvierte er sein Abitur im Jahr 1946. Anschließend studierte er in Bamberg, Heidelberg, Halle, Mainz und Darmstadt die Fächer Deutsch, Englisch, Geschichte und Politik für Lehramt an Gymnasien. Während seines Studiums wurde er 1947 Mitglied der katholischen Studentenverbindung KDStV Fredericia Bamberg im CV und später wurde er noch Mitglied der KDStV Arminia Heidelberg im CV. Sein erstes Examen legte er in Halle ab. 1959 wurde er in Mainz mit einer Arbeit zu Georg Friedrich Kolb promoviert.
Elmar Krautkrämer war von 1952 bis 1971 Gymnasiallehrer in Karlsruhe, Gießen, Rüsselsheim und Darmstadt. 1971 wurde er an die Pädagogische Hochschule Freiburg berufen, wo er bis zu seiner Emeritierung 1993 als Professor für Neueste Geschichte lehrte. Krautkrämer lebte zuletzt in Kirchzarten.
Krautkrämer publizierte Bücher zur neueren Geschichte, am erfolgreichsten war sein Werk Frankreichs Kriegswende 1942, für das es auch eine französische Übersetzung gab. Zudem publizierte er für die Zeitschriften Aus Politik und Zeitgeschichte (APuZ) sowie die Vierteljahrshefte für Zeitgeschichte.
Krautkrämer starb am 1. Oktober 2016 in Braunschweig und wurde auf dem Bergäckerfriedhof in Freiburg-Littenweiler beigesetzt.

## Werke (Auswahl)

### Bücher
- Georg Friedrich Kolb (1808–1884): Würdigung seines journalistischen und parlamentarischen Wirkens im Vormärz und in der deutschen Revolution. Ein Beitrag zur pfälzischen Geschichte des 19. Jahrhunderts und zur Geschichte des deutschen Frühliberalismus. Georg Hain, Meisenheim 1959
- Deutsche Geschichte nach dem zweiten Weltkrieg: Eine Darstellung der Entwicklung von 1945 bis 1949 mit Dokumenten. Lax, Hildesheim 1962
- mit Eberhard Radbruch: Wandel der Welt von der großen französischen Revolution bis zur Gegenwart. Gehlen, Bad Homburg 1966
- mit Fritz Tent: Die Vereinigten Staaten von Amerika. Diesterweg, Frankfurt (Main) 1967
- Die Bundesrepublik Deutschland. Ihre Entstehung und Entwicklung. Diesterweg, Frankfurt 1970
- Frankreichs Kriegswende 1942. Die Rückwirkungen der alliierten Landung in Nordafrika. François Darlan, de Gaulle, Henri Giraud und die royalistische Utopie. Peter Lang, Bern 1989[5]
- Krieg ohne Ende? Israel und die Palästinenser. Geschichte eines Konflikts. Wissenschaftliche Buchgesellschaft, Darmstadt 2003, ISBN 3-89678-237-1

### Aufsätze
- Generalfeldmarschall Albert Kesselring. In: Gerd R. Ueberschär (Hrsg.): Hitlers militärische Elite. Band 1. Primus, Darmstadt 1998, ISBN 3-89678-083-2 S. 121–129 (2. Auflage: Wissenschaftliche Buchgesellschaft, WBG, 2011)
- Matthias von Oppen (1565–1621). Stiftsherr, Portenar und Domdechant in Halberstadt. In: Neuer familienkundlicher Abend, 11, Halberstadt 2002, S. 17–50
- Der israelisch-palästinensische Konflikt. In: Aus Politik und Zeitgeschichte, 20, 2004, S. 3–12
- Generalleutnant Dr. phil. Hans Speidel. In: Gerd R. Ueberschär (Hrsg.): Hitlers militärische Elite. 68 Lebensläufe. 2., durchges. und bibliogr. aktual. Auflage. Wissenschaftliche Buchgesellschaft, Darmstadt 2011, ISBN 978-3-534-23980-1 S. 516–526 (1. Aufl. 1998)